# Curtiz
A Curtiz (eredeti, teljes címén  CURTIZ – A magyar, aki felforgatta Hollywoodot) 2018-ban készült magyar film, amelyet Topolánszky Tamás Yvan rendezett. Az alkotás Michael Curtiz (eredeti nevén Kertész Mihály) magyar filmrendező Humphrey Bogart főszereplésével készített Casablanca című filmje 1942-es forgatásának történetére épül.
Ebben az évben Amerika a második világháború küszöbén áll. Michael Curtiz, a később ikonikussá vált, többszörös Oscar-díjas, Casablanca című filmjét forgatja meglehetősen szokatlan körülmények között. A filmforgatás során szinte naponta meg kell küzdenie a politikai cenzurával, rá akarják venni a film forgatókönyvének átírására. Ráadásul Curtiz számára ezt az időszakot megnehezíti a lányával való problémás kapcsolata is.              
A film producerei Topolánszky Tamás Yvan, Sümeghy Claudia és Hutlassa Barnabás. Az executive producer Orian Williams, a forgatókönyvíró pedig Bak Zsuzsanna volt.

## Cselekmény
A film Kertész Mihály 1942-es filmforgatásának idején játszódik. Kertész, a később a filmkritikusok által több alkalommal is a filmtörténet egyik legjobb filmjének megválasztott romantikus filmjén, a Casablancán dolgozik. Ezért a filmjéért kapta meg aztán a legjobb rendezőnek járó Oscar-díjat, így lett Kertész Mihály az első magyar az Akadémiai-díj történetében.
A közel 200 filmet jegyző Kertész rendkívül ellentmondásos, nőfaló, önző, agresszív és nyers személyiség volt. Az őt a középpontjába állító film, a CURTIZ - A magyar, aki felforgatta Hollywoodot, eredetileg tévéfilmnek készült. Története idején a japánok már lerombolták Pearl Harbort, a németek már megkezdték a britek bombázását, az Egyesült Államokat pedig már csak pillanatok választották el attól, hogy belépjen a második világháborúba.
Curtiz mindeközben nem tudja eldönteni, hogyan fejezze be a filmjét, a Casablancát; a forgatás vége közeledtével újra és újra átírja a forgatókönyvet.  A helyzetét tovább nehezíti, hogy az állami hatóságok a háborús propaganda minél nagyobb mértékű támogatása érdekében a készülő film felügyeletére kinevezenek egy kormánytisztviselőt, aki megpróbál nyomást gyakorolni Curtizra, hogy nekik tetsző módon változtasson a film cselekményén. Curtiz a politika beavatkozási kísérleteivel dacolva, megszállottan próbálja sikerre vinni filmjét.
Cutiznak komoly családi feszültségekkel is szembe kell néznie. Magyarországon maradt nővére veszélybe kerülése és a hosszú idő után megjelenő lányával való rendezetlen viszonya újabb váratlan fordulatokat hoz a Casablanca forgatása közben.
A film története valós eseményeken alapul, dramatizált elemekkel színezve.  Az alkotók számos anekdotára és visszaemlékezésre támaszkodva hozták létre a filmet. Bak Zsuzsanna forgatókönyvíró állítása szerint a film története 85 százalékban valós eseményeken alapul.

## Szereplők
Lengyel Ferenc --- Michael Curtiz
Dobos Evelin --- Kitty
Declan Hannigan --- Mr. Johnson
Scott Alexander Young --- Hal B. Wallis
Gyabronka József --- S.Z. Sakall
Barabás Nikolett --- Bess
Yan Feldman --- Julius Epstein
Rafael Feldman --- Philip Epstein
Christopher Krieg --- Conrad Veidt
Andrew Hefler --- Jack L. Warner
Bordán Lili --- Irene Lee
Caroline Boulton --- Louise Fazenda
Nagy-Kálózy Eszter --- Margit (hang)
Jeremy Wheeler --- Kormánytisztviselő #1

## Díjak
- Topolánszky Tamás Yvan a 2018-as Montreali Nemzetközi Filmfesztiválon elnyerte a legjobb első nagyjátékfilm rendezőjének járó Grand Prix des Amériques díjat.[18][19]  A főszerepet Lengyel Ferenc és Dobos Evelin játszotta.[20]
- A Riviera Független Filmfesztiválon Topolánszky kapta a legjobb rendezésért járó díjat.[21]
- A Bostoni Nemzetközi Filmfesztiválon Dévényi Zoltán nyerte el a legjobb operatőrnek járó díjat.[22][23]

## Bemutatók

### Kanada
2018. szeptember 1. (Montreali Nemzetközi Filmfesztivál)
2019. február 2. (Pendance Filmfesztivál, Toronto)

### USA
2019. április 5. (Phoenixi Filmfesztivál)
2020. március 15. (Bostoni Nemzetközi Filmfesztivál)

### Olaszország
2019. május 8. (Riviera Nemzetközi Filmfesztivál, Sestri Levante)

### Magyarország
2019. szeptember 12.

### Lengyelország
2019. november 11. (Camerimage Nemzetközi Filmfesztivál, Toruń)

### Netflix
2020

## Fordítás
- Ez a szócikk részben vagy egészben  a   Curtiz (film) című angol Wikipédia-szócikk ezen változatának fordításán alapul.  Az eredeti cikk szerkesztőit annak laptörténete sorolja fel. Ez a jelzés csupán a megfogalmazás eredetét és a szerzői jogokat jelzi, nem szolgál a cikkben szereplő információk forrásmegjelöléseként.